# Dingmans Falls
Dingmans Falls è una cascata situata a Dingmans Ferry nei pressi delle Silverthread Falls.